# José Balleza
José Diego Balleza Isaias (ur. 27 listopada 1994 w stanie Jalisco) – meksykański skoczek do wody, olimpijczyk z Tokio 2020, mistrz uniwersjady.

## Udział w zawodach międzynarodowych
| Impreza                       | Rok  | Miejsce   | Konkurencja                        | Wynik  | Wynik   |
| Impreza                       | Rok  | Miejsce   | Konkurencja                        | Punkty | Miejsce |
| ----------------------------- | ---- | --------- | ---------------------------------- | ------ | ------- |
| Igrzyska olimpijskie          | 2020 | Tokio     | wieża 10 m synchronicznie mężczyzn | 407.31 | 4.      |
| Mistrzostwa świata w pływaniu | 2017 | Budapeszt | wieża 10 m synchronicznie mężczyzn | 378.48 | 10.     |
| Mistrzostwa świata w pływaniu | 2019 | Gwangju   | wieża 10 m synchronicznie mikstów  | 287.64 | brąz    |
| Uniwersjada                   | 2019 | Neapol    | wieża 10 m indywidualnie           | 453.70 | złoto   |
| Uniwersjada                   | 2019 | Neapol    | wieża 10 m synchronicznie mężczyzn | 394.26 | srebro  |
| Uniwersjada                   | 2019 | Neapol    | wieża 10 m synchronicznie mikstów  | 311.13 | złoto   |